# Tour de França de 1905
El Tour de França de 1905 va ser la tercera edició del Tour de França i es va celebrar entre el 9 i el 30 de juliol de 1905 i fou organitzat pel diari L'Auto. Després de les desqualificacions que hi hagué en l'edició del Tour de França de 1904 en aquesta edició es van modificar les regles, la més important de les quals era que la classificació general no es faria per temps sinó per punts. Durant aquesra cursa es van pujar els primers grans ports de muntanya. René Pottier fou el primer a coronar el primer gran port, el coll del Ballon d'Alsace. Degut a alguns dels canvis en les regles, el Tour de França de 1905 patí menys trampes i sabotatges que edicions anteriors, tot i que no foren eliminades del tot. Va cursa va ser guanyada per Louis Trousselier, que també va guanyar quatre de les onze etapes.

## Canvis respecte al Tour de França de 1904
En acabar el Tour de França de 1904 nombrosos ciclistes foren desqualificats, entre ells els quatre primers classificat de la classificació general: Maurice Garin, Lucien Pothier, César Garin i Hippolyte Aucouturier. Maurici Garin fou sancionat inicialment amb dos anys de suspensió per córrer i Pothier de per vida, per la qual cosa no podien prendre part al Tour de França de 1905. D'aquests quatre ciclistes sols Aucouturier, que havia estat "amonestat", podia córrer el Tour 1905. Aquests ciclistes foren desqualificats per la Union Vélocipédique Française sobre la base d'acusacions per frau en moments en què no hi havia oficials de cursa controlant. Al Tour de 1904 era molt difícil poder observar els ciclistes de manera continuada, ja que una part important de la cursa es disputava de nit i la llargada de les etapes feia difícil tenir funcionaris repartits per tot arreu.
Degut a aquestes desqualificacions el Tour de França va estar en perill de no celebrar-se més i en l'edició de 1905 es van produir nombrosos canvis en la cursa per fer-la més fàcil de controlar:
- les etapes es van escurçar pel tal que no s'hagués de córrer durant la nit.
- es va incrementar el nombre d'etapes fins a 11, gairebé el doble que l'any anterior.
- el guanyador era determinat per punts, no per temps.[4]

El primer ciclista a creuar la línia de meta rebia 1 punt. Els altres ciclistes rebien un punt més que el ciclista que creuava la línia d'arribada per davant d'ell, més un punt addicional per cada cinc minuts entre ells, amb un màxim de deu punts per aquest concepte. D'aquesta manera un ciclista no podia aconseguir més d'11 punts que el ciclista que havia creuat la línia de meta per davant d'ell.
Un exemple de puntuació seguint aquests barems aplicats a la primera etapa es pot veure en aquesta taula:
| Ciclista                 | Temps    | Diferència respecte el ciclista precedent | Punts extres | Punts |
| ------------------------ | -------- | ----------------------------------------- | ------------ | ----- |
| Louis Trousselier        | 11h 25'  | —                                         | 1            | 1     |
| Jean-Baptiste Dortignacq | + 3'     | 3'                                        | 1            | 2     |
| René Pottier             | + 4'     | 1'                                        | 1            | 3     |
| Hippolyte Aucouturier    | + 26'    | 22'                                       | 5            | 8     |
| Henri Cornet             | + 26'    | 0'                                        | 1            | 9     |
| Augustin Ringeval        | + 1h 40' | 74'                                       | 11           | 20    |
| Emile Georget            | + 2h 40' | 60'                                       | 11           | 31    |

L'altre canvi important fou la introducció dels ports de muntanya. Un dels ajudants de Desgrange, Alphonse Steinès, es va endur de viatge a Desgrange cap al coll Bayard (1.246 metres) i el Ballon d'Alsace (1.178 metres), que tenien un desnivell mitjà del 5,2% i màximes d'un 10%, per intentar convèncer a Desgrange d'emprar aquelles pujades per a la cursa. Desgrange va acceptar, dient que Steinès seria el responsable si les muntanyes eren massa difícils de pujar. En les dues edicions anteriors el punt més alt de la cursa havia estat el coll de la République, situat a 1.145 metres, però amb uns desnivells molt més suaus.
Hi havia dues categories de ciclistes, els coureurs de vitesse i els coureurs sur machines poinçonnées. Als ciclistes de la primera categoria se'ls permetia canviar les bicicletes, cosa que podia ser un avantatge a les muntanyes, on podrien utilitzar una bicicleta amb marxes més curtes. Els ciclistes de la segona categoria havien d'emprar la mateixa bicicleta durant tota la carrera, i per assegurar-se'n foren totes marcades.

## Participants
Abans del començament de la cursa 78 ciclistes s'havien inscrit per prendre-hi part. Finalment divuit d'aquests no va iniciar la cursa, per la qual cosa foren 60 els ciclistes que van iniciar el tercer Tour de França. Entre els participants hi havia el vencedor de la primera edició, Henri Cornet, i futurs vencedors com René Pottier i Lucien Petit-Breton. Els ciclistes no anaven agrupats per equips, però la majoria d'ells corrien sota un patrocinador individual. Sols Catteau i Lootens eren belgues, la resta eren francesos. En els dies previs a l'inici del Tour Wattelier, Trousselier, Pottier i Augereau foren considerats els principals favorits a la victòria final.

## Desenvolupament de la cursa

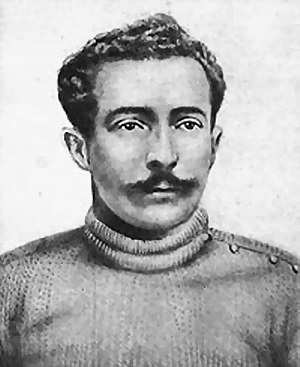
René Pottier, el primer ciclista a pujar un port de muntanya del Tour de França.

Tot i els canvis produïts en les regles, encara hi ha espectadors descontents. Durant la primera etapa tots els corredors, excepte Jean-Baptiste Dortignacq patiren punxades per culpa de 125 kg de claus distribuïts al llarg de la carretera. La primera etapa va ser guanyada per Louis Trousselier. En aquell període Trousselier estava servint a l'exèrcit francès, i hagué de sol·licitar un permís excepcional al seu cap per poder competir al Tour de França, però sols li fou acceptat un de 24 hores. Després de guanyar la primera etapa i liderar la classificació general, el seu permís s'allargà fins al final del Tour. Dels 60 ciclistes que van prendre la sortida sols 15 van arribar a la línia de meta dins del temps previst., 15 més ho van fer fora de termini i la resta va agafar el tren. Desgrange volia deixar a tots aquests ciclistes fora de la cursa, però va ser convençut pels ciclistes per no fer-ho, i va permetre a tots els ciclistes que continuessin l'endemà amb 75 punts.

En la segona etapa va arribar el primer port de muntanya de la història del Tour, el Ballon d'Alsace. Quatre ciclistes foren els escaladors més ràpids: Trousselier, René Pottier, Cornet i Aucouturier. Dels quatre, Trousselier i Aucouturier van ser els primers a perdre contacte, mentre Cornet es despenjava en els darrers quilòmetres. El coll fou coronat en primera posició per René Pottier, sense baixar de la bicicleta, a una velocitat mitjana de 20 km/h. Cornet, que va passar en segona posició pel cim, va haver d'esperar 20 minuts a què arribés la seva bicicleta amb una marxa més llarga, ja que el seu cotxe de suport s'havia trencat. Posteriorment Aucouturier agafà Pottier, i el deixà enrere, presentant-se en solitari a l'arribada a Besançon amb 11' sobre Pottier, el qual passà a liderar la general. Set ciclistes arribaren fora de control, però se'ls va permetre participar en la següent etapa.

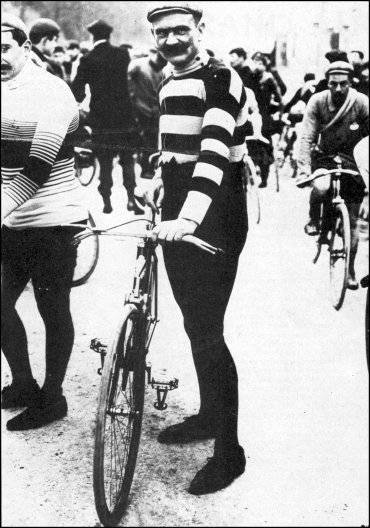
Hippolyte Aucouturier vencedor de dues etapes d'aquesta edició del Tour de França.

En la tercera etapa Pottier es va veure obligat a abandonar per culpa d'una tendinitis. El líder tornava a ser Trousselier, que també va guanyar l'etapa.
En la quarta etapa es van superar la Cota de Laffrey i el coll Bayard. Julien Maitron passà en primera posició per ambdues dificultats, però Aucouturier va guanyar l'etapa. Trousselier acabà en segona posició, cosa que li permet conservar el lideratge, tot i que empatat a punts amb Aucouturier. En la cinquena etapa Trousselier guanyà, i com que Aucouturier va acabar en dotzena posició, Trousselier va ampliar significativament la seva diferència al capdavant de la classificació general.
A la setena etapa, amb final a Bordeus, Trousselier punxa poc després de la sortida. La resta de ciclistes ràpidament el deixen enrere, havent de fer en solitari prop de 200 km. Poc abans d'entrar a Bordeus, Trousselier va agafar els rivals, i fins i tot va aconseguir guanyar l'etapa a l'esprint.
Louis Trousselier va mantenir el seu avantatge fins al final de la cursa, guanyant un total de cinc etapes. Trousselier va ser acusat de poca esportivitat, ja que va arribar a trencar els tinters d'un punt de control per evitar que els seus rivals signessin. A diferència del Tour de França de 1904 cap vencedor d'etapa, ni cap dels deu primers de la classificació general fou desqualificat.

## Resultats

### Etapes
Les 11 etapes van ser guanyades per només tres ciclistes:
| Etapa | Data         | Recorregut            | Km  | Vencedor d'etapa               | Líder de la general         |
| ----- | ------------ | --------------------- | --- | ------------------------------ | --------------------------- |
| 1a    | 9 de juliol  | París - Nancy         | 340 | Louis Trousselier (FRA)        | Louis Trousselier (FRA)     |
| 2a    | 10 de juliol | Nancy - Besançon      | 299 | Hippolyte Aucouturier (FRA)    | Hippolyte Aucouturier (FRA) |
| 3a    | 13 de juliol | Besançon - Grenoble   | 327 | Louis Trousselier (FRA)        | Hippolyte Aucouturier (FRA) |
| 4a    | 16 de juliol | Grenoble - Toló       | 348 | Hippolyte Aucouturier (FRA)    | Hippolyte Aucouturier (FRA) |
| 5a    | 18 de juliol | Toló - Nimes          | 192 | Louis Trousselier (FRA)        | Louis Trousselier (FRA)     |
| 6a    | 20 de juliol | Nimes - Tolosa        | 307 | Jean-Baptiste Dortignacq (FRA) | Louis Trousselier (FRA)     |
| 7a    | 22 de juliol | Tolosa - Bordeus      | 268 | Louis Trousselier (FRA)        | Louis Trousselier (FRA)     |
| 8a    | 24 de juliol | Bordeus - La Rochelle | 257 | Hippolyte Aucouturier (FRA)    | Louis Trousselier (FRA)     |
| 9a    | 26 de juliol | La Rochelle - Rennes  | 263 | Louis Trousselier (FRA)        | Louis Trousselier (FRA)     |
| 10a   | 28 de juliol | Rennes - Caen         | 167 | Jean-Baptiste Dortignacq (FRA) | Louis Trousselier (FRA)     |
| 11a   | 30 de juliol | Caen - París          | 253 | Jean-Baptiste Dortignacq (FRA) | Louis Trousselier (FRA)     |

### Classificació general
| Classificació General                | Classificació General          | Classificació General  | Classificació General |
| Pos.                                 | Ciclista                       | Equip                  | Punts                 |
| ------------------------------------ | ------------------------------ | ---------------------- | --------------------- |
| 1                                    | Louis Trousselier (FRA)        | Peugeot–Wolber         | 35                    |
| 2                                    | Hippolyte Aucouturier (FRA)    | Peugeot–Wolber         | 61                    |
| 3                                    | Jean-Baptiste Dortignacq (FRA) | Saving                 | 64                    |
| 4                                    | Emile Georget (FRA)            | JC Cycles              | 123                   |
| 5                                    | Lucien Petit-Breton (FRA)      | JC Cycles              | 155                   |
| 6                                    | Augustin Ringeval (FRA)        | JC Cycles              | 202                   |
| 7                                    | Paul Chauvet (FRA)             | Griffon                | 231                   |
| 8                                    | Philippe Pautrat (FRA)         | JC Cycles              | 248                   |
| 9                                    | Julien Gabory (FRA)            | Peugeot–Wolber/Griffon | 255                   |
| 10                                   | Julien Maitron (FRA)           | JC Cycles              | 304                   |
| 60 participats, 24 acabaren la cursa |                                |                        |                       |

### Altres classificacions
Pautrat fou el vencedor entre la categoria de coureurs sur machines poinçonnées, que havien de dur la mateixa bicicleta durant tota la cursa.
Els organitzadors del diari L'Auto anomenaren René Pottier el meilleur grimpeur, el millor escalador. Aquest títol no oficial és el predecessor de la classificació de la muntanya.

## Després de la cursa
Als organitzadors del Tour els agradà l'efecte del sistema de punts i el van mantenir fins a l'edició de 1912, per tornar posteriorment al sistema de temps. El 1953, per celebrar el Cinquantenari del naixement del Tour de França es va reintroduir una classificació per punts, al vencedor de la qual se li va donar un mallot verd. Aquesta classificació per punts continua vigent des d'aleshores.
La introducció de la muntanya al Tour de França també havia estat un èxit. Després de la introducció dels Vosges el 1905, el 1906 fou el Massís Central, el 1910 els Pirineus i el 1911 els Alps.
El vencedor Trousselier va rebre 6.950 francs per la seva victòria. La nit posterior a la victòria va beure i jugar amb els seus amics, i va perdre tots els diners. Posteriorment no va tornar a guanyar cap més Tour de França, però sí que va guanyar set etapes més i va pujar al podi l'any següent. El vencedor no oficial de la muntanya del 1905, Pottier, tindria més èxit el 1906, quan va guanyar la classificació general i cinc etapes.
Per L'Auto, el diari que organitza el Tour de França, la carrera va ser un èxit, augmentant el tiratge fins a 100.000 exemplars.